# Flaga Jamajki
Flaga Jamajki – jeden z urzędowych symboli tego kraju wprowadzony wraz z ogłoszeniem niepodległości wyspy. Po dodaniu czerwonych pasów do flagi Mauretanii w 2017 roku flaga Jamajki jest jedyną flagą która nie ma ani czerwonego, ani białego, ani niebieskiego.

## Historia
W czasach kolonialnych flaga Jamajki oparta była na brytyjskim niebieskim sztandarze – był to niebieski płat z flagą Zjednoczonego Królestwa w kantonie, zaś w części wolnej na białym kręgu umieszczono herb kolonii. Tak skonstruowane weksylium pozostawało w użyciu aż do ogłoszenia przez Jamajkę niepodległości w 1962 roku.
W przededniu tych wydarzeń, we wrześniu 1961 roku rząd Jamajki ogłosił otwarty konkurs na wzór flagi narodowej, w którym główna nagroda wynosiła 100 funtów. W odpowiedzi wpłynęło 368 propozycji, spośród których specjalna komisja wyłoniła 12 wzorów, a z nich zwycięski projekt wybrać miała Połączona Dwustronna Komisja Parlamentarna. Organ ten nie zdołał jednak dojść do porozumienia w sprawie wyboru jednego wzoru, wobec czego zdecydowano się na stworzenie nowej propozycji. Dodatkowe znaczenie miał fakt istnienia niebezpieczeństwa, że cały proces nie zostanie ukończony do dnia ogłoszenia niepodległości. Ostatecznie w maju 1962 roku ustalono, że nowa flaga będzie składać się z będzie z pięciu poziomych pasów, spośród których skrajne miały być zielone, środkowy czarny, a dwa pozostałe złote. Całość miała mieć proporcje 1:2.
Opisana w ten sposób flaga została co prawda zatwierdzona przez wszystkie wymagane urzędy brytyjskie, jednak w toku dalszej dyskusji zauważono, że niemal identyczną flagę przyjęła w 1961 roku niepodległa Tanganika. Wobec tego zdecydowano się na zmianę projektu, który po modyfikacjach ustalał, że na płacie flagi zostanie umieszczony złoty krzyż skośny, a powstałe w ten sposób trójkąty będą mieć kolor zielony (pola 2. i 4., górny i dolny) i czarny (pola 1. i 3., w części czołowej i wolnej). Szerokość krzyża określono jako 1/6 długości części wolnej flagi. 
Flagę po raz pierwszy wciągnięto na maszt 6 sierpnia 1962 roku, w dniu ogłoszenia przez Jamajkę niepodległości.

## Odcienie i symbolika kolorów
Odcienie barw występujących na jamajskiej fladze zostały urzędowo określone w skali Pantone. Barwa złota to odcień 109 U, zaś zielona 355 U. Dodatkowo kolor zieleni powiązano z odcieniem „Emerald T817” według wzorów brytyjskiej Admiralicji.
| Skala              | Złoto               | Zieleń              | Czerń           |
| ------------------ | ------------------- | ------------------- | --------------- |
| Pantone            | 109 U               | 355 U               | —               |
| RGB (szesnastkowo) | 255-199-0 (#FFC700) | 24–151–94 (#18975E) | 0-0-0 (#000000) |
| CMYK               | 0%–9%–100%–0%       | 95%–0%–100%–0%      | 0%-0%-0%-100%   |

Pierwotnie, zgodnie z oficjalną definicją poszczególne barwy biały pierwotnie symbolizować:
- czerń – trudy przebyte i mające dopiero nastąpić,
- złoto – dobra naturalne oraz piękno światła słonecznego,
- zieleń – nadzieję oraz zasoby rolnicze.

Całość ułożono w sformułowanie: Zdarzają się trudy, jednak ziemia jest zielona, a słońce świeci. Znaczenie koloru czarnego zmieniono w roku 1996, kiedy ustalono, że odpowiada on ludzkiej sile i kreatywności. Zmodyfikowano także slogan, który przeredagowano wówczas w następujący sposób: „Słońce świeci, ziemia jest zielona, a ludzie są silni i pomysłowi”.

## Bandera wojenna
Jamajska straż przybrzeżna wywiesza odrębną od flagi banderę, która wzorowana jest na brytyjskim białym sztandarze. Na białym płacie znajduje się czerwony krzyż, zaś w kantonie mieści się flaga narodowa.

## Flagi Jamajki z czasów kolonialnych

Flaga Jamajki z lat 1875–1906
Flaga Jamajki z lat 1906–1957
Flaga Jamajki z lat 1957–1962
Flaga Jamajki od 13 lipca do 6 sierpnia 1962